# Porębianka (dopływ Mszanki)
Porębianka, Poręba – potok, lewy dopływ Mszanki o długości 14,8 km i powierzchni zlewni 72,05 km²{.
Porębianka wypływa kilkoma ciekami w Gorcach, na północnych stokach grzbietu Obidowiec – przełęcz Pośrednie – Mnisko. Najwyżej położone miejsce jej wypływu znajduje się na wysokości około 1000 m. Spływa w północno-zachodnim, następnie północnym kierunku. W Porębie Wielkiej uchodzi do niej potok Koninka. Przez Porębę Wielką Porębianka płynie w północno-wschodnim kierunku. W miejscowości Niedźwiedź uchodzi do niej potok Konina. Porębianka zmienia tu kierunek na północny. Płynie przez Podobin, Niedźwiedź i w Mszanie Dolnej na wysokości 400 m uchodzi do Mszanki.
Dopływami Porębianki są potoki:
- lewobrzeżne: Potok Snozy, Potok Głęboki, Stróżów, Słona Woda
- prawobrzeżne: Za Janusów, Koninka, Starmachów, Konina, Spyrków, Rzeźniczaków[1].